# 密度矩陣重整化群
密度矩陣重整化群 (Density Matrix Renormalization Group)，簡稱DMRG，是一種數值演算法，於西元1992年由美國物理學家史提芬·懷特提出。
密度矩陣重整化群是用來計算量子多體系統（例如：Hubbard model、t-J模型、海森堡模型，等等）的一個非常精準的數值演算法，在一維或準一維的系統可以得到系統尺寸很大且很準確的計算結果，但是在二維的量子多體系統中卻很難達到所需要的精確度。目前此演算法仍無法計算三維的量子系統。

## DMRG 的起源
從數值計算的角度來看，量子多體物理主要的困難之處就在於系統的希爾伯特空間維度隨著系統的尺寸呈指數成長，例如，一個由{\displaystyle N}個自旋1/2的粒子所組成的一維晶格系統其希爾伯特空間維度大小為 {\displaystyle 2^{N}}。 傳統的解決方法有兩種：
1. 基於Lanczos算法的精確對角化法，只求出系統的低能狀態。這種方法只能處理很小的系統。
2. 基於數值重整化群（Numerical Renormalization Group，簡稱NRG）的重整化方法，可以計算很大的系統。重整化的一般思想是：減少系統的自由度，並在這個縮減的空間中，通過特定的重整化技巧，在迭代過程中保持系統的自由度數不變，並使約化系統最終收斂到真正系統的低能態中。然而，NRG一般只適用在雜質系統中，當演算一般的格點系統，如赫巴德模型（Hubbard model）時，往往出現很大的誤差。

史提芬·懷特最先意識到，NRG在演算Hubbard模型中的失敗，是由於在NRG的迭代過程中忽略了環境對系統的影響。換句話說，NRG的重整化方法——只保留低能量本征態——並不能正確得出下一次迭代時的低能狀態。

DMRG的重整化方法不同於NRG。DMRG在重整化前，把整個系統視為兩個部分，一部份為系統，一部份為環境，而系統和環境的整體稱為超塊。接著，計算超塊的基態，有了基態之後便計算約化密度矩陣，然後對角化這個約化密度矩陣，選出擁有較大的本征值的本征態。這些擁有較大的本征值的本征態正是基態性質最重要的態，然後根據此標準對系統部份做重整化。

## 實行DMRG的技巧
實際實行DMRG是一個很冗長的工作，一些主要常用的計算手段如下：
- 為了得到超塊的基態，通常利用Lanczos 演算法或Jacobi-Davidson 演算法來對角化超塊的哈密頓算符。

- 一般的情況下，Lanczos 演算法需要一個初始的隨機向量。通過若干次迭代後，該向量收斂到基態。這說明算法的計算速度跟向量迭代到基態的次數有關。顯然，如果能找出一個跟基態非常接近的向量做初始的隨機向量，Lanczos 演算法的效率必然大大提高。史提芬·懷特在西元1996年提出：透過波函數轉換可將目前這次計算得到的基態，作為下一次Lanczos 演算法的初始向量。[2]如此一來便加速對角化超塊的哈密頓算符所花的時間。
- Lanczos 演算法中需要做被對角化矩陣和向量的乘積計算。該被對角化的矩陣往往非常大，直接列出該矩陣和做矩陣向量乘積會嚴重降低Lanczos 演算法效率。當該被對角化矩陣可以拆分為幾個小矩陣的直積之和時（DMRG所計算的格點系統往往有這種性質），可以無需直接寫出該矩陣而完成整個Lanczos 演算法。[3]
- 在有對稱性的系統中有一些守恆的量子數，例如海森堡模型中的總自旋及其{\displaystyle z}軸份量。若是已知基態的量子數則可針對系統的希爾伯特空間特定的量子數的子空間進行對角化。

如缺少上述的一些計算手段，DMRG可能難以完成對實際物理模型的演算。

## 應用
DMRG 已經成功的在許多不同的一維模型上計算低能態的一些性質，如易辛模型，海森保模型等自旋模型，費米子系統如 Hubbard 模型 ，雜質系統如近藤效應，玻色子系統，混合玻色子與費米子的系統。隨著現代電腦硬體技術的進步，DMRG應用在二維系統上可行性愈來愈高，目前一般的作法是將二維系統視為一個多腿的梯子，再將梯子的長度拉長。2011年發表在《Science》封面的一篇文章中，利用 DMRG 探討二維Kagome晶格中的自旋-1/2系統的基態。由這篇文章來看， DMRG 可能仍是對付二維系統最強大的武器。

## 矩陣積態（Matrix Product State）
DMRG之所以在一維系統中如此成功，背後的理論可以用矩陣積態來加以解釋。有限尺度的DMRG中，掃蕩的過程等同於將此系統的波函數寫在矩陣積態空間做變分法。以自旋-1/2的系統為例，矩陣積態如以下形式：
{\displaystyle |\Phi \rangle =\sum _{\sigma _{1}\cdots \sigma _{N}}(A_{1}^{[\sigma _{1}]}A_{2}^{[\sigma _{2}]}\cdots A_{n}^{[\sigma _{n}]}\cdots A_{N-1}^{[\sigma _{N-1}]}A_{N}^{[\sigma _{N}]})|\sigma _{1}\sigma _{2}\cdots \sigma _{N}\rangle }
其中{\displaystyle \sigma _{1}\sigma _{2}\cdots \sigma _{N}}表示每一個格點上自旋{\displaystyle z}方向的分量，{\displaystyle A_{i}^{[\sigma _{i}]}}表示第{\displaystyle i}格點、自旋{\displaystyle z}方向的分量為{\displaystyle \sigma _{i}}的矩陣。{\displaystyle A_{1}^{[\sigma _{1}]}}矩陣大小是1×d、{\displaystyle A_{2}^{[\sigma _{2}]}}矩陣大小是d×d2、{\displaystyle A_{3}^{[\sigma _{3}]}}矩陣大小是d2×d3、……直到第{\displaystyle n}格點時，dn≥m，{\displaystyle A_{n}^{[\sigma _{n}]}}矩陣大小是dn-1×m、{\displaystyle A_{n+1}^{[\sigma _{n+1}]}}矩陣大小是m×m、……，{\displaystyle A_{N-1}^{[\sigma _{N-1}]}}矩陣大小是d2×d、{\displaystyle A_{N}^{[\sigma _{N}]}}矩陣大小是d×1。當m趨近無窮大時，所有的波函數皆可寫成矩陣積態的形式。

## DMRG 的擴充
DMRG的巨大成功帶給人們許多衝擊與啟示，可惜的是由於波函數被表示成矩陣積態（Matrix Product State），造成DMRG在處理二維量子晶格系統時特別困難，更別說是三維的量子系統。繼承DMRG的知識和技術，許多物理學家著手發展適合研究二維甚至三維系統中的數值方法，例如：TEBD（Time-evolving block decimation）、PEPS（Projected Entangled Pair States）、MERA（multi-scale entanglement renormalization ansatz），等等。另一方面，也有許多物理學家在原有的DMRG方法上加以改良，讓科學家可以處理更多有趣的一維量子晶格系統的問題，例如：時間演化、有限溫度，等等。

## 其他
- 強關聯系統中常見的數值方法還有：量子蒙特卡羅法(Quantum Monte Carlo)、精確對角化法(Exact Diagonalization)。

- 一個密度矩陣重整化群的實例：海森堡模型的DMRG